# Philexinus Mattias Nayiş
Mor Philexinus Mattias Nayiş (Stockholm, 24 januari 1977) is aartsbisschop van de Syrisch-Orthodoxe Kerk van Antiochië in Duitsland. Nayiş is de eerste Syrisch-orthodoxe aartsbisschop die buiten het Midden-Oosten is geboren.
Op 1 december 2012 ontving Philoxenos Matthias Nayis, in aanwezigheid van patriarch Ignatius Zakka I Iwas, de verantwoordelijkheid over het Syrisch-Orthodoxe klooster in Duitsland uit handen van Mor Julius Dr. Hanna Aydin. Sindsdien is hij actief als aartsbisschop binnen de Syrisch-orthodoxe Kerk van Antiochië in Duitsland. 